# Frau Hitt
Frau Hitt är en bergstopp i Österrike.   Den ligger i distriktet Innsbruck Stadt och förbundslandet Tyrolen, i den västra delen av landet, 400 km väster om huvudstaden Wien. Toppen på Frau Hitt är 2 216 meter över havet.
Terrängen runt Frau Hitt är bergig norrut, men söderut är den kuperad. Runt Frau Hitt är det tätbefolkat, med 319 invånare per kvadratkilometer.. Närmaste större samhälle är Innsbruck, 5,8 km sydost om Frau Hitt. 
Runt Frau Hitt är det i huvudsak tätbebyggt.